# Aitor González Prieto
Aitor González Prieto (Ermua, 5 november 1990) is een Spaans-Baskisch wielrenner die anno 2018 rijdt voor Euskadi Basque Country-Murias.

## Carrière
Van 2011 tot en met 2015 behaalde González meerdere overwinningen en ereplaatsen in het Spaanse amateurcircuit. Mede daardoor kreeg hij in 2016 een plek in de selectie van Euskadi Basque Country-Murias. In zijn eerste twee seizoenen bij de ploeg werd hij onder meer tweede in het bergklassement van de Ronde van de Limousin. Omdat de ploeg in 2018 een stap hogerop deed, werd González dat jaar prof.

## Resultaten in voornaamste wedstrijden
|      | \| Jaar \| Parijs-Tours \| \| ---- \| ------------ \| \| 2018 \| opgave \| |
| Jaar | Parijs-Tours                                                               |
| 2018 | opgave                                                                     |

## Ploegen
- 2016 –  Euskadi Basque Country-Murias
- 2017 –  Euskadi Basque Country-Murias
- 2018 –  Euskadi Basque Country-Murias

Aranburu · Bagües · Barrenetxea · Bizkarra · Bravo · Estévez · Ad. González · Ai. González · Insausti · Iturria · Lizarralde · Olaberria · Txoperena · Udondo · Irizar (stagiair) · Rodríguez (stagiair)
Bagües · Barrenetxea · Bizkarra · Bravo · Estévez · Ad. González · Ai. González · Irizar · Iturria · Lizarralde · Olaberria · Rodríguez · Txoperena · Udondo · Barthe (stagiair) · Juaristi (stagiair)
Aberasturi · Aristi · Bagües · Barceló · Barrenetxea · Barthe · Bizkarra · Bravo · González · Irizar · Iturria · Loubet · Prades · Ó. Rodríguez · S. Rodríguez · Sáez · Samitier · Sanz · Txoperena · Udondo